# Ilan Rubin
Ilan Rubin, född 7 juli 1988, är en amerikansk trummis mest känd för sitt arbete med Lostprophets, som livetrummis i Nine Inch Nails under deras Wave Goodbye-turné 2009 och nuvarande trummis för bandet Angels and Airwaves. Rubin har också ett soloprojekt, The New Regime, som släppte sin första skiva 18 november 2008. Rubin spelade trummor på Paramores självbetitlade album Paramore från 2013.